# کوئیمانز (هملت)، نیویورک
کوئیمانز (به انگلیسی: Coeymans) یک منطقهٔ مسکونی در ایالات متحده آمریکا است که در شهرستان آلبانی، نیویورک واقع شده‌است. کوئیمانز ۸۳۵ نفر جمعیت دارد و ۱۸ متر بالاتر از سطح دریا واقع شده‌است.